# CNOT3
CNOT3‏ (CCR4-NOT transcription complex subunit 3) هوَ بروتين يُشَفر بواسطة جين CNOT3 في الإنسان.